# Thomas Schubert (Komponist)
Thomas Schubert, geborener Lachnit (* 10. Januar 1961 in Regensburg;) ist ein deutscher Komponist, Liedbegleiter, Dirigent und Konzertorganisator.

## Leben und berufliche Tätigkeit
Nach seinem Abitur am Albertus-Magnus-Gymnasium in Regensburg studierte er in München an der Musikhochschule Dirigieren und Komposition und an der Ludwig-Maximilians-Universität Musikwissenschaft. Bereits zu seiner Studienzeit sammelte er Erfahrungen als Dirigent, Korrepetitor und als Liedbegleiter.
Thomas Schubert komponiert vornehmlich Vokalmusik, die den Bereich der Tonalität nicht verlässt. Als literarische Inspirationsquellen wählt er Texte aus der Antike, die Bücher des Alten und Neuen Testaments sowie spirituelle Texte der Ureinwohner Nordamerikas. Außerdem vertonte er Lyrik von Friedrich Hölderlin, Rainer Maria Rilke, Georg Trakl, Else Lasker-Schüler und Rabindranath Tagore.
Konzertreisen unternahm Thomas Schubert nach Nordamerika und Japan. Als Liedpianist arbeitete er mit Sängern wie Claes-Håkan Ahnsjö, Kurt Moll, Walter Berry, Lucine Amara, Agnes Giebel, Florian Prey, Daniel Johannsen und anderen zusammen.
In den Jahren 2003 bis 2004 war Schubert Stipendiat im Internationalen Künstlerhaus Villa Concordia in Bamberg. Er initiierte mehrere dem Kunstlied gewidmete Veranstaltungsreihen und gründete 1991 die Bayerische Franz-Schubert-Gesellschaft, die Schubertiade Regensburg, die Regensburger Meisterkurse Gesang und die Internationalen Meisterkurse Gesang. Die künstlerische Leitung der Franz-Schubert-Gesellschaft Wienerwald im Bezirk Baden bei Wien übernahm er 2006. Er gestaltet und präsentiert die Schubertiade Schloss Hernstein, die Schlosskonzerte Hernstein und Konzerte im Stift Heiligenkreuz.
Einige seiner Kompositionen wurden im Bayerischen Rundfunk ausgestrahlt, wobei er bei den Aufnahmen auch als Interpret zu hören war.
2007 wurde er als ordentliches Mitglied der Klasse der Künste und Kunstwissenschaften in die Sudetendeutsche Akademie der Wissenschaften und Künste berufen.
Thomas Schubert ist ein Nachfahre von Franz Schuberts Großvater Carl Schubert (1723–1787). Sein Vater stammt aus Mährisch-Altstadt, dem Ort, aus dem auch Franz Schuberts Vorfahren väterlicherseits stammen.

## Auszeichnung
- 1989: Kulturförderpreis der Stadt Regensburg

## Werke (Auswahl)

### Liederzyklen
- Gitanjali[4]
- Rilke-Triptychon
- Die Jahreszeiten
- 5 Lieder nach Gedichten von Hölderlin
- Echos aus dem Alten Japan
- Circle of Life
- Ein kleiner Herbst-Zyklus

### Bearbeitungen
- 5 Negro Spirituals
- 3 Purcell-Realizations
- Eine kleine deutsche Kantate KV 619 (Mozart)
- 8 Mörike-Lieder (Hugo Wolf)

### Einzellieder
- Because of you
- I Wrote Your Name
- A Christmas Wish